# Христофор Джорлев
Христофор Василев Джорлев (на гръцки: Χριστόφορος Βασιλείου Τσορλίνης) е гръцки лекар и политик от XX век.

## Биография
Роден е на 14 септември 1901 година в град Гевгели, Османската империя, в семейството на гъркоманския капитан Васил Джорлев. Семейството му емигрира в Гърция, след като Гевгели остава в Сърбия след Балканските войни. Учи медицина в Атина и от 25-годишна възраст практикува в Боймица (Аксиуполи).
По-късно става политик и е избран за народен представител от Кукуш от Националния радикален съюз на изборите през 1961 и 1963 година.
Умира на 24 януари 1987 година в Солун и е погребан в църквата „Св. св. Кирил и Методий“ на 26 януари.